# Eophileurus himalayanus
Eophileurus himalayanus är en skalbaggsart som beskrevs av S. Endrödi 1977. Eophileurus himalayanus ingår i släktet Eophileurus och familjen Dynastidae. Inga underarter finns listade i Catalogue of Life.